# Sant'Agata de' Goti
Sant'Agata de' Goti est une commune italienne de la province de Bénévent, dans la région de Campanie.
La qualité du paysage, tant du centre urbain que de ses alentours, ont valu à la ville le surnom de « perle du Sannio » ; elle a été récompensée par le drapeau orange (bandiera arancione) du Touring club d'Italie, qui a d'ailleurs classé son centre parmi les plus beaux bourgs d'Italie (« i più belle borghi d'Italia »).

## Géographie
La ville et son territoire s'étendent au pied du mont Taburno, à 35 km de Bénévent, à 25 km de Caserte, à 50 km de Naples, dans une vallée bien protégée des tempêtes d'hiver et des chaleurs d'été. Son territoire est traversé par l'Isclero qui se jette dans le Volturno. La ville est entourée de collines.
La ville se divise en fait en deux parties : un centre ancien établi sur un promontoire de tuf entre la vallée et le ravin du torrent Martorano et une ville récente qui s'est développée essentiellement au XXe siècle sur l'autre rive du Martorano.
Le territoire communal comprend aussi nombre de hameaux et de fermes isolées.
- Parc régional du Taburno Camposauro

## Histoire
La ville succède probablement à l'antique Saticula, cité Samnite connue par les Romains depuis l'an 343 av. J.-C., qui fut prise par le consul Quintus Fabius Maximus Rullianus en 315 et devint colonie romaine.
Le centre historique remonte dans son état actuel aux Ve et VIe siècles, lorsque des Goths s'établirent en ce lieu après avoir été battus à Naples en 553, s'être déclarés sujets de Bélisaire et convertis au christianisme nicéen. Ils bâtirent deux églises nommées Sanctae Agathae Gothorum et dédiées à sainte Agathe en un lieu proche de Saticula (1 km).  
La Communauté chrétienne de ces lieux fut élevée en évêché au début du IIIe siècle peut-être, mais en fut privée lorsque s'y établirent les Goths, qui étaient de rite arien. L'évêché fut rétabli en 970. Ses plus célèbres évêques ont été au XVIe siècle Felice Peretti, le futur pape Sixte Quint, et au XVIIIe siècle Saint Alphonse Marie de Liguori.
À l'époque normande la ville devint le siège d'un fief important, érigé en comté de Sant'Agata pour la famille Drengot. Après l'extinction de cette famille et un intervalle de gestion royale, le fief fut attribué par les Angevins aux Artus d'abord puis aux de la Rath, italianisé en Della Ratta, aux Acquaviva et enfin aux Cossa. Après une longue série de conflits, d'alliances et de querelles dynastique le fief revint parmi bien d'autres à la grande famille Carafa qui le conserva jusqu'à l'abolition de la féodalité.
Un terrible tremblement de terre ravagea la ville en juin 1688 et nombre de ces maisons et monuments furent lors détruits et durent être reconstruits.
Sant'Agata fut dotée d'un des ateliers métallurgiques voulus par le roi Charles de Bourbon. Ce dernier fit par ailleurs procéder aux premières fouilles archéologiques sur le territoire de la commune; celles-ci ont mis au jour de nombreux bronzes et vases, désormais conservés dans divers musées dont le Musée archéologique national de Naples.

## Économie
Agriculture prédominante : 
- Agritourisme
- huile d'olive
- fruits : pêches, poires, et surtout pommes: la Mela annurca, variété locale déjà célébrée par Pline l'Ancien bénéficie d'une IGP.
- Cultures maraîchères.
- Fromages de brebis (Pecorino)

Sant'Agata est particulièrement connue pour la qualité de ses vins blancs et rouges; il s'agit en particulier des cépages falanghina, blancs dotés d'un DOC (équivalent italien de l'AOC) sous le nom  de Sant'Agata dei Goti Falanghina, et aglianico, rouges avec la DOC Sant'Agata dei Goti Aglianico riserva.

## Culture
- À Sant'Agata de' Goti il y a un musée avec des objets archéologiques et artistiques de l'ensemble du diocèse. Ce musée a une section spéciale dédiée aux endroits où a vécu Alphonse de Liguori.
- Le film La mia generazione (1996), réalisé par Wilma Labate, avec notamment Claudio Amendola et Silvio Orlando a été tourné à Sant'Agata de' Goti.

### Événements culturels
- Sannio Film Festival[2]
- Le festival des fleurs au Corpus Domini. D'année en année, sur toutes les rues de la vieille ville ont lieu les processions de fête.
- http://www.suoniditerra.org/, est un festival interdisciplinaire qu'a lieu chaque année la semaine dernière d'août.

## Monuments et patrimoine

### Architecture religieuse
- Cathédrale Notre-Dame de l'Assomption (Cattedrale dell'Assunta - Duomo di Sant'Agata) : fondée avec le rétablissement de l'évêché en 970, peut-être sur un ancien temple romain, elle fut reconstruite au XIIe siècle puis à nouveau après le tremblement de terre de 1688. C'est un édifice plan en croix latine à trois nefs et un transept couvert d'une coupole, décorée de stucs baroques avec de nombreuses œuvres d'art et un plafond de bois peint d'une fresque représentant l'Assomption. Elle conserve de l'édifice roman un vaste porche réemployant des colonnes antiques et une large crypte dont les voutes reposent sur douze colonnes antiques.
- Église Saint Menna : elle a été fondée vers l'an 1100 par les comtes normands près de leur château afin d'abriter les reliques d'un saint ermite local du VIe siècle alors très vénéré. L'édifice, basilique à trois nefs séparées par des colonnes antiques de réemploi, conserve un portail roman et surtout un précieux dallage à figures géométriques ainsi qu'une clôture de chœur, tous deux de tradition cosmatesque, qui constituent les plus anciens témoignages de ce type en Italie du Sud.
- Église Saint Ange in Munculanis : longtemps considéré comme datant du XVIIIe siècle, l'édifice s'est révélé être roman et contemporain sans doute de Saint Menna. L'église conserve un proche pré-roman (lombard) et une crypte funéraire avec tombes à égouttoir (scolatoio) où les défunts étaient disposés assis ou debout.
- Église Notre-Dame de l'Annonciation (Chiesa dell'Annunziata) : fondée en 1239 hors de l'enceinte mais reconstruite au début du XVe siècle, elle a conservé l'essentiel de sa structure gothique, cachée par une façade Renaissance, dotée d'un remarquable portail daté de 1565. L'édifice possède un ensemble de fresques dont la plus importante, au revers de la façade principale, est le Jugement dernier réalisé au début du XVe siècle peut-être par Ferrante Maglione. La première chapelle de gauche abrite une Annonciation, retable attribué à Angiolillo Arcuccio, peintre napolitain de la seconde moitié du XVe siècle. L'église a été dotée en 1976 d'une série de 16 vitraux conçus par le peintre Bruno Cassinari.
- Église et couvent de Saint François : ils résultent du transfert intra muros en 1282 d'une chapelle et un ermitage fondés dit-on par François d'Assise lors de sa venue à Sant'Agata. L'édifice actuel date du XVIIIe siècle ; il s'agit d'une église à nef unique avec coupole richement décorée de stucs et de fresques avec un riche plafond à caissons doré et de grands tableaux d'autel. Le couvent attenant sert désormais d'hôtel de ville.
- Église Sainte Marie de Constantinople et couvent des rédemptoristes : petit édifice baroque du XVIIIe siècle à plan centré avec une façade curviligne.
- Église Sainte Marie du Carmel : du XVe siècle à l'origine mais largement reconstruite au XVIIe siècle, elle n'est plus affectée au culte mais abrite depuis 1996 le musée diocésain.

### architecture civile et militaire
- Château ducal : d'origine normande, mais très transformé et aujourd'hui dans un état de conservation très précaire, il conserve une loggia peinte à fresques au début du XVIIe siècle. La tour cylindrique, du XVe siècle à l'origine, adossée au château, a longtemps servi de prison.
- Palais épiscopal : du XVIIe siècle l'origine mais maintes fois transformé, il est surtout connu pour les souvenirs laissés par Alphonse Marie de Liguori
- Palais Mosera : bâtiment du XVIe siècle très transformé il abrite l'association  Pro S. Agata pro Loco, dotée d'une riche bibliothèque.
- de nombreux autres palais ont été construits aux XVIIIe et XIXe siècles par les familles patriciennes de la région, Sant'Agata jouant le rôle de petite capitale locale.
- villa de Largo Torricella : petit jardin aménagé au XVIIIe siècle à la pointe du promontoire sur l'emplacement d'un ancien moulin (toricella en dialecte).

## Administration
| Période                                  | Période  | Identité          | Étiquette                     | Qualité |
| ---------------------------------------- | -------- | ----------------- | ----------------------------- | ------- |
| 2004                                     | 2009     | Alfonso Ciervo    | Lista Civica                  |         |
| 2009                                     | En cours | Carmine Valentino | Lista Alternativa Democratica |         |
| Les données manquantes sont à compléter. |          |                   |                               |         |

### Hameaux
Bagnoli, Faggiano, San Silvestro, Cantinella, Presta, Sant'Anna, Cerreta, Laiano

### Communes limitrophes
Arienzo, Caserte, Dugenta, Durazzano, Frasso Telesino, Limatola, Moiano, Santa Maria a Vico, Tocco Caudio, Valle di Maddaloni

### Évolution démographique
Habitants recensés